# بخش کانسپسیون (میسیونس)
بخش کانسپسیون (به اسپانیایی: Departamento Concepción) یک منطقهٔ مسکونی در آرژانتین است که در استان میسیونس واقع شده‌است.